# ヴァラッロのサクロ・モンテ
ヴァラッロのサクロ・モンテ（Sacro Monte di Varallo Sesia）は、イタリア共和国ピエモンテ州のヴァラッロにある、ピエモンテ最古のサクロ・モンテ（聖地巡礼の仮想体験をするための宗教施設）である。世界遺産「ピエモンテ州とロンバルディア州のサクリ・モンティ」のひとつを構成する。
それは、1491年に僧ベルナルディーノ・カイミ(it:Bernardino Caimi)により創設された。ヴァラッロ・セージアの居住区域の上、高さ603メートルのトレ・クローチ山(it:Tre Croci)の高台にある。
建設の本来の意図は、信者に聖地巡りの仮想体験をさせるため、聖なる場所の再現をした物であった。
1世紀後には、芸術家ガウデンツィオ・フェラーリ(Gaudenzio Ferrari)によりイエスの生涯を表現した彫像とフレスコ画を収容した50の礼拝堂が出迎える聖域の実現となった。
今日、サクロ・モンテは宗教観光場所と同時にピエモンテ州の自然保護地区である。
全体として45の礼拝堂、バシリカ、ピクニック場、旅館、食堂が含まれる。
道路、家畜路、所要2分で往復5ユーロのロープウェイなどで町の上137mにあるのサクロ・モンテに行くことができる。